# Rainer Scholz
Rainer Scholz (* 3. September 1954 in Grunertshofen; † 1. Juli 2022 in Lohr am Main) war ein deutscher Fußballspieler und -trainer.

## Spielerkarriere
Nach seiner fußballerischen Jugend beim FC Bayern München und dem SC Fürstenfeldbruck ging Scholz zunächst vier Jahre zur Bundeswehr. 1977 unterschrieb er dann einen Vertrag beim Zweitligisten Kickers Würzburg. Am 12. August 1977, dem 2. Spieltag der Saison 1977/78, spielte er zum ersten Mal im Profibereich, als er in der Halbzeitpause für Lothar Wardanjan eingewechselt wurde. Auch für die Kickers war die 2. Bundesliga Neuland. Der Aufsteiger musste nach einer Saison wieder den Gang in die Drittklassigkeit (Bayernliga) antreten. Rainer Scholz kam besser mit der zweiten Liga zurecht: Er hatte 31 von 38 Partien absolviert und wechselte zur folgenden Saison zu Hannover 96, womit er dem Bundesliga-Unterhaus als Spieler erhalten blieb.
96-Trainer Anton Burghardt setzte seinen Neuzugang in allen 38 Partien ein. Sportlich lief es bei Scholz’ neuem Arbeitgeber allerdings weniger gut: Platz 15 in der Endtabelle bedeutete eine deutliche Verschlechterung im Vergleich zu den Vorjahren. Unter Burghardts Nachfolgern verbesserte sich die sportliche Situation zwar, der Aufstieg des 1976 aus der Bundesliga abgestiegenen Klubs gelang aber bis zu Scholz’ Weggang 1983 nicht mehr. Rainer Scholz selbst war in all den Jahren fast immer Stammspieler und kam so auf 168 Ligaspiele für die „Roten“, in denen er zehn Tore erzielte.
Zur Saison 1983/84 folgte der nächste Karriereschritt. Der in die Bundesliga aufgestiegene SV Waldhof Mannheim nahm den Manndecker unter Vertrag. Der inzwischen 28-jährige sollte Erfahrung in die Mannschaft von Klaus Schlappner bringen, die zu einem Großteil aus Spielern aus der eigenen Jugend und/oder Spielern, die noch vor dem Leistungszenit standen, bestand. Die Abwehr war in den ersten drei Jahren nach dem Aufstieg Mannheimer Vorzeigestück, blieb sie doch über viele Spielzeiten im Kern zusammen und war gut eingespielt. 1984/85 musste Waldhof die drittwenigsten, 1985/86 die viertwenigsten Gegentore hinnehmen. Rainer Scholz war in diesem Abwehrverbund bis 1986 gesetzt. Spätestens unter dem Österreicher Felix Latzke, der im Sommer 1987 Schlappner als Trainer ablöste, verlor Scholz seinen Stammplatz.
Im Oktober 1987 verließ er Waldhof schließlich und folgte seinem Trainer Klaus Schlappner zum SV Darmstadt 98 (2. Bundesliga), der wiederum auf seinen Spieler Scholz setzte. Am Saisonende befand man sich auf dem dritten Rang, wodurch Scholz in der Relegation auf seinen Ex-Verein Waldhof Mannheim traf. Nach einem 3:2-Heimsieg im Hinspiel und einer 1:2-Niederlage im Südweststadion, damalige Spielstätte von Waldhof, kam es zum Entscheidungsspiel auf neutralem Platz (Ludwigsparkstadion, Saarbrücken). Nachdem es nach der Verlängerung noch 0:0 stand, kam es zum Elfmeterschießen, in dem Scholz seinen Elfmeter verwandelte, drei Teamkollegen es ihm jedoch nicht gleichtaten, sodass Darmstadt ausschied.
In der folgenden Saison fand sich Darmstadt am Tabellenende wieder. So kam es dazu, dass Rainer Scholz am 18. November 1988 Klaus Schlappners Nachfolger Werner Olk als Trainer ablöste. Zusammen mit Uwe Ebert leitete er das Training und war gleichzeitig noch Spieler bei Darmstadt. Am 2. März 1989 wurde er von Eckhard Krautzun abgelöst und beendete damit zunächst seine Trainertätigkeit. Danach war er noch bis 1991 als Spieler der „Lilien“ aktiv. Im Verlauf der Saison 1991/92 zog er sich eine Verletzung zu, sodass er seinem Team nicht mehr als Spieler helfen konnte.

### Statistik
| Liga          | Spiele (Tore) |
| ------------- | ------------- |
| Bundesliga    | 099 0(3)      |
| 2. Bundesliga | 297 (13)      |
| Wettbewerb    |               |
| DFB-Pokal     | 020 0(1)      |

## Trainerkarriere
Zu Jahresbeginn 1992 übernahm er zum zweiten Mal das Traineramt beim sich im Abstiegskampf befindlichen SV Darmstadt. Er schaffte es, die Klasse zu erhalten. Für die Spielzeit 1992/93 war die Zielsetzung ein positives Punkteverhältnis zu haben, doch es kam anders: Nach nur einem Sieg aus den ersten zwölf Spielen wurde Scholz Ende August von seinen Aufgaben entbunden. Auch seine Nachfolger Gernot Lutz und Alexander Mandziara konnten die Mannschaft nicht mehr retten, Darmstadt stieg schließlich als Tabellenletzter in die Oberliga ab.
In den folgenden Jahren war Rainer Scholz Trainer von Amateurklubs. Zunächst war er beim SV Neckargerach angestellt, bei dem es allerdings schon bald nach seinem Amtsantritt im Sommer 1993 Risse zwischen der Mannschaft und ihrem Trainer gab. Scholz war offiziell noch bis 1994 Trainer der Mannschaft, die eigentliche Trainerarbeit leistete zuletzt aber der Co-Trainer mit einigen routinierten Spielern. Es folgte ein Engagement beim SV Mörlenbach.
Im Oktober 1996 löste Scholz beim VfR Bürstadt den zum SV Darmstadt 98 abgewanderten Lothar Buchmann ab und führte die Bürstädter von der Landesliga in die Oberliga Hessen. Nach dem Saisonende verließ er den Verein wieder.
Danach trat er als Regionalliga-Trainer in Erscheinung: Von Saisonbeginn 1997/98 bis November 1997 war er Coach des VfL Herzlake und von Mai 2000 bis Saisonende 1999/2000 leitete er das Training des BV Cloppenburg. Eigentlich war er Co-Trainer des BVC, von Oktober 1999 bis September 2001.
Außerdem war er Trainer des VfB Leimen. Zur Saison 2010/11 übernahm er den TSV Partenstein (Kreisklasse), und 2014 den SV Weibersbrunn. Ab Februar 2016 trainierte Scholz den ASV Hofstetten. Gleichzeitig war er über mehrere Jahre Trainer bei den Jugendmannschaften JFG Spessarttor und JFG Hochspessart.